# Argentin pamparóka
Az argentin pamparóka (Lycalopex griseus) az emlősök (Mammalia) osztályában és a ragadozók (Carnivora) rendjében a kutyafélék (Canidae) családjába besorolt, Argentínában és Chilében élő, a pamparókákhoz tartozó kutyaféle.

## Megjelenése
A felnőtt pamparóka testhossza 50–66 cm, amihez még 12–35 cm-nyi farokhossza is hozzájárul. Testsúlya 2,5–4 kg között van. Külseje hasonlít a rókákéra, fülei feltűnően nagyok, 8 cm-esek is lehetnek. Bundájának színe világosszürke-barna, hasán és nyakán világosabb színű. Fogképlete 3/3-1/1-4/4-2/3 = 42.
Négy alfaját különböztetik meg, azonban elterjedési területük átfed és előfordulnak hibridizációk:
- Lycalopex griseus maullinicus Észak-Chilében
- Lycalopex griseus domeykoanus Argentína és Chile
- Lycalopex griseus griseus Dél-Argentína
- Lycalopex griseus gracillis Argentína sivatagos részein

## Elterjedése

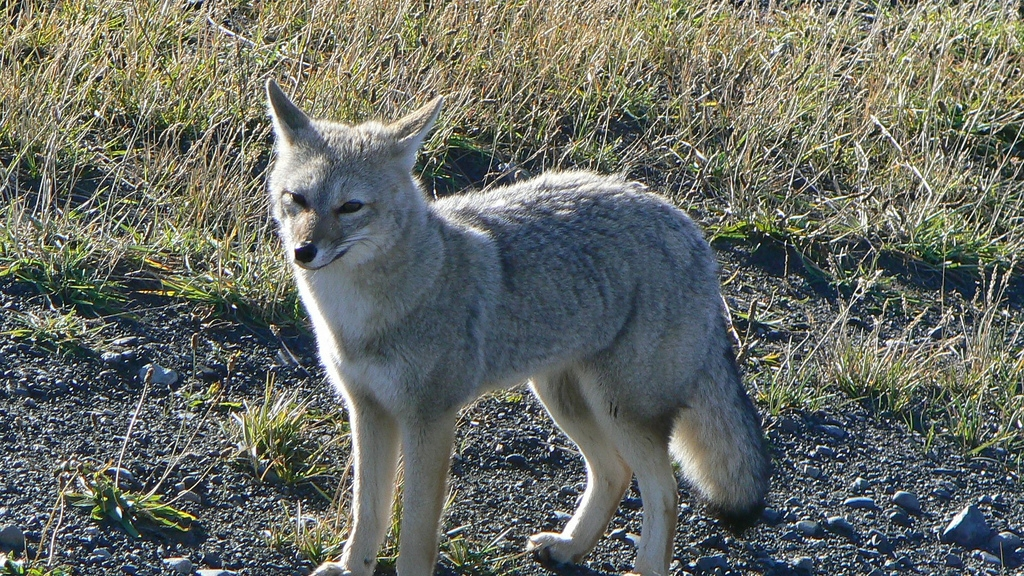

Az argentin pamparóka az Andok déli részének keleti és nyugati oldalán él Argentínában és Chilében, néhány bizonytalan hitelességű észlelése Peruban is történt. Elterjedésének északi határa a 17° déli szélességi foknál van. Ezen a területen az éghajlati viszonyok rendkívül különbözőek lehetnek az Atacama-sivatagtól (2 mm évi csapadék, 22 °C éves átlaghőmérséklet) a nedves déli erdőkig (2000 mm csapadék és 12 °C-os átlaghőmérséklet) és a nyílt, füves pampákig. Előfordul a Tűzföld erdeiben is, ahol az éves átlaghőmérséklet nem haladja meg a 7 °C-t. Az Andokban 4000 méterig is felmerészkedik.
Az argentin pamparókát az ötvenes években egyes területekre szándékosan telepítették be, hogy megállítsa a szintén betelepített nyulak túlzott elszaporodását, ám a rókák elterjedése együtt járt a rőtesfejű ludak számának drasztikus csökkenésével, amely a kontinensen már a kihaláshoz közelít.

## Életmódja
A pamparókák opportunista ragadozók, kisemlősökre, madarakra, gyíkokra, rovarokra vadásznak, de megeszik a növények gyümölcseit vagy a dögöt is. Ha alkalmuk adódik, elhurcolják a nyájakból a fiatal bárányokat. Többnyire egyedül járnak élelem után, de 4-5 fős csapatokat is megfigyeltek, amelyek feltehetően a szülőkből és majdnem felnőtt kölykeikből álló rókacsaládok. Többnyire éjszaka vadászik, de zsákmánya életmódját követve nappal is előmerészkedhet.

## Szaporodása

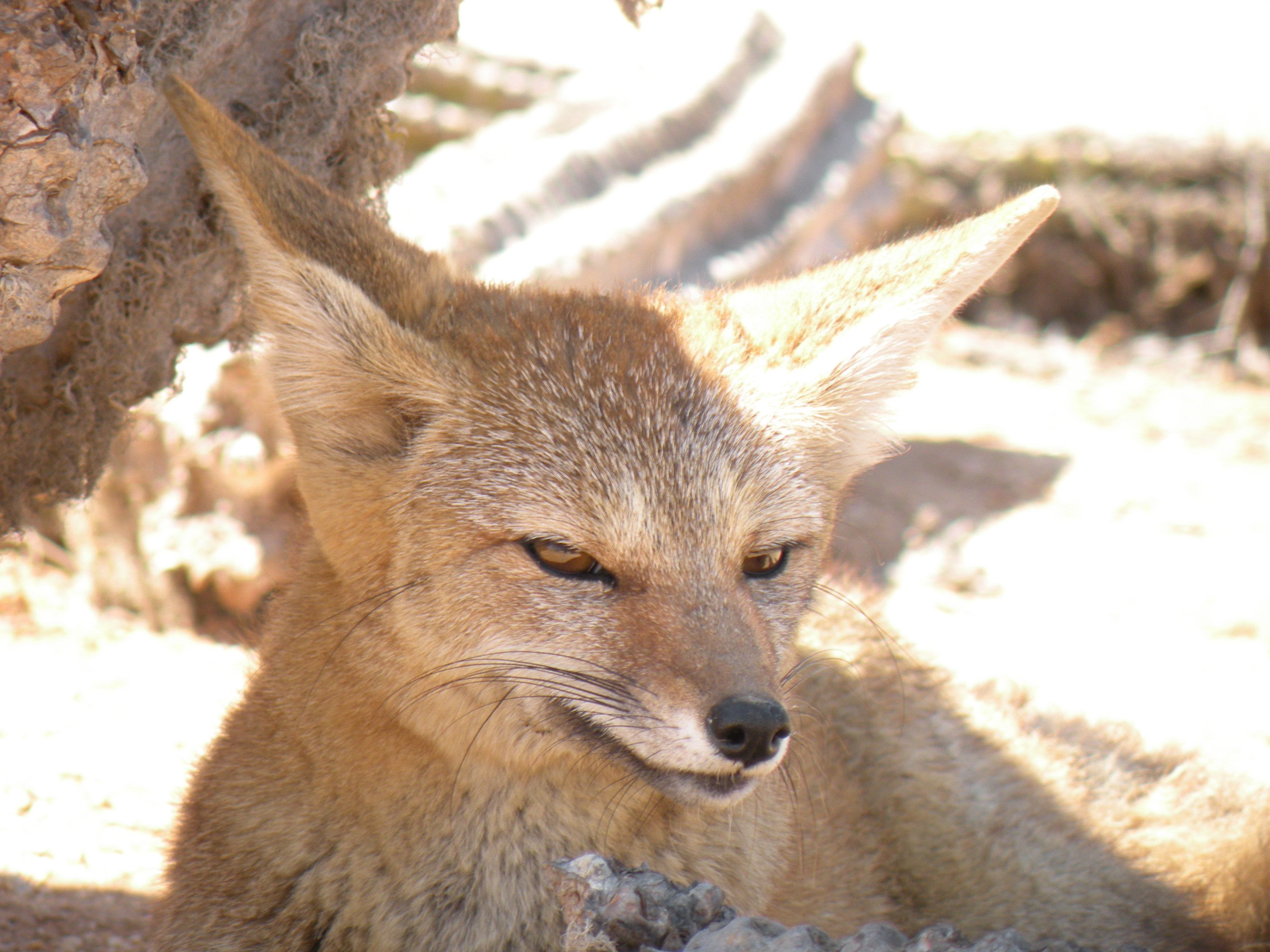

A rókák kb. egyéves korukban lesznek ivarérettek. A hím és a nőstény monogám párt alkot, de szaporodási időszakon kívül csak ritkán találkoznak. Megfigyelték, hogy egy másik nőstény is segíthet a kölykök felnevelésében (talán közeli rokon) és ilyenkor a hím mindkettővel párzik. A rókapár 0,2 - 2,9 km²-nyi territóriumot védelmez.
A párzási időszak augusztustól szeptemberig tart. 53-58 napos vemhesség után a 4-6 rókakölyök októberben születik meg. A nőstény ilyenkor egy odúba, vagy más menedékbe vackol, amit azonban nem maga ás ki. Az első 3-4 napban a hím gondoskodik róluk. A kölykök egy hónapos koruktól kezdenek kimerészkedni a vacokból és 5-6 hónapos korukban válnak önállóakká.
Élettartama természetes körülmények között nem ismert, állatkertben 5 évig él.

## Környezetvédelmi helyzete
A pamparókát a dél-amerikai farmerek dúvadnak tekintik, csapdázzák és vadásszák. A 80-as évekig a prémjéért is vadászták. 1976 és 1979 között a becslések szerint 700 000 - 1 200 000 rókaprémet adtak el 39 dolláros áron, ebben azonban feltehetően nem csak ennek a fajnak a prémjei vannak. 1990-re ez a szám 33 000-re esett vissza. Nagy elterjedési területe és gyakorisága miatt azonban a faj helyzete stabilnak mondható.

## Fordítás
- Ez a szócikk részben vagy egészben  az   Argentinischer Kampfuchs című német Wikipédia-szócikk ezen változatának fordításán alapul.  Az eredeti cikk szerkesztőit annak laptörténete sorolja fel. Ez a jelzés csupán a megfogalmazás eredetét és a szerzői jogokat jelzi, nem szolgál a cikkben szereplő információk forrásmegjelöléseként.